# シーバー・キング
シーバー・キング（Seaver King, 2003年4月25日 - ）は、 アメリカ合衆国ジョージア州アセンズ出身のプロ野球選手（内野手、外野手）。右投右打。MLBのワシントン・ナショナルズ傘下所属。

## 経歴
2024年のMLBドラフト1巡目（全体10位）でワシントン・ナショナルズから指名され、プロ入り。契約後、傘下のA級フレデリックスバーグ・ナショナルズでプロデビュー。20試合に出場して打率.295、10打点、10盗塁を記録した。

## プレースタイル
最大の武器は快足を生かした攻守でのスピード面であり、最適なポジションは遊撃手とされる。打撃では球を選び過ぎているという指摘がある。